# Magdalena Marcinkowska
Magdalena Maria Marcinkowska – polska prawniczka i urzędniczka, od 2020 do 2022 Stała Przedstawicielka RP przy UNESCO w Paryżu.

## Życiorys
W 2016 uzyskała na Uniwersytecie Gdańskim doktorat w zakresie prawa międzynarodowego na podstawie napisanej pod kierunkiem Kamila Zeidlera dysertacji Wpływ prawa międzynarodowego na kształtowanie polityki kulturalnej Polski w zakresie ochrony dziedzictwa kultury. Specjalizuje się w międzynarodowym prawie ochrony dziedzictwa kultury.
Pracowała w Narodowym Instytucie Dziedzictwa oraz jako zastępczyni dyrektora Departamentu Ochrony Zabytków w Ministerstwie Kultury i Dziedzictwa Narodowego. Od września 2020 do 2022 Stała Przedstawicielka RP przy UNESCO w Paryżu. Następnie zastępczyni stałego przedstawiciela przy Radzie Europy w Strasburgu.

## Publikacje książkowe
- Kamil Zeidler, Magdalena Marcinkowska: Dekret Rady Regencyjnej z 1918 r. o opiece nad zabytkami sztuki i kultury z komentarzem, czyli eseje o prawie ochrony dziedzictwa kultury. Gdańsk ; Sopot: Wydawnictwo Uniwersytetu Gdańskiego, 2017. ISBN 978-83-7865-583-1. Brak numerów stron w książce